# ナディール
| 船歴     | 船歴                  | 船歴                  |
| -------- | --------------------- | --------------------- |
| 進水     | 1974年                | 1974年                |
| 就航     | 1974年                | 1974年                |
| 性能諸元 |                       |                       |
| 総トン数 | 1,142t                | 1,142t                |
| 全長     | 55.75m                | 55.75m                |
| 全幅     | 11.91m                | 11.91m                |
| 吃水     | 4.68m                 | 4.68m                 |
| 機関     | 2軸推進 2400馬力      | 2軸推進 2400馬力      |
| 速力     | 最大18ノット          | 最大18ノット          |
| 定員     | 乗員15名 + 科学者25名 | 乗員15名 + 科学者25名 |

ナディール（R/V Nadir）はフランスの海洋調査船。ナジールとも表記される。深海調査艇シエナ（Cyana）およびノティール（Nautile）の潜水支援母船として使用された。

## 概要
1974年から2003年にかけてフランス国立海洋開発センター（CNEXO）およびその後身であるフランス国立海洋開発研究所（IFREMER）に所属し、海洋学の研究に携わった。運航は民間のGenavir社による。船主はCGM、建造はAuroux Shipyard。
船体の後部が平甲板となっており、研究設備などを収めた20フィートコンテナを最大12個積載。整備格納庫から出された潜水艇は両舷側に積まれたコンテナの間を通って船尾へ移動し、22トンの着水揚収能力を持つAフレームクレーンで吊るして海へ下ろされる。ブリッジ後部に設けられた潜水作業コントロールルームにおいて、あらかじめ海底へ投入した3基の超音波トランスポンダーを用いて母船と潜水艇の位置を把握し、水中通話機を使用して潜水艇への指示を行う運用であった。

## 科学調査
1985年、日本とフランスが共同で行った深海調査「KAIKO計画」の一環として、6000mの潜水能力を持つ深海調査艇ノティールを搭載して来日。同年6月から8月にかけて日本海溝・南海トラフ・駿河トラフなどで27回にわたる潜水調査を行った。銚子沖の海底で沈み込みプレート境界をはじめて直接視認し撮影することに成功し、襟裳海山に海底地震計・海底傾斜計を設置するなど、実証的なプレートテクトニクス研究の草分けとなる成果を上げている。
その後2000年にも来日し、東海地震の震源と想定される静岡県の沖合においてマルチチャンネル反射法地震探査を実施。音響反射を解析し3次元画像化することでプレートの沈みこみと断層の詳細な構造を明らかにした（「SFJ-KAIKO計画」）。この航海では御前崎沖の海底に存在するガスハイドレートの探査も行われている。 
これらの調査を含め、ナディールは世界各地の海で130回以上の調査航海を行った。科学的調査以外の活動としては、1996年にノティールを用いてタイタニック号からの遺品引き上げにも従事している。

## IFREMERの退役後
2003年にIFREMERの調査船を退役し、深海調査艇の母船としての役割を新造の「プルクワ・パ?（Pourquoi Pas?）」に譲った。その後ナディールは民間の海洋調査会社へ売却され、船名をアルシア（Alucia）と改めた。船体の大幅な改装が行われ、ヘリパッド、レードーム、ダイバー用減圧室、1000mまで潜水できる3隻の小型潜水艇を新たに搭載するなど、海洋研究を行える高級ヨットとして装備を一新している。
2012年から2013年にかけてはNHK・ディスカバリーチャンネルなどの国際共同企画によりチャーターされ、搭載潜水艇が小笠原諸島近海で深海を遊泳するダイオウイカの動画撮影に成功した。

## 文献
- 島村英紀『深海にもぐる - 潜水艇ノーティール号乗船記』国土社、1987年。ISBN 978-4337330122。
- 海溝１研究グループ 編『日本周辺海溝の地形と構造日仏海溝計画（第１期）のデータ図集』東京大学出版会、1987年。ISBN 9784130610889。
- 海溝２研究グループ 編『日本周辺の海溝６０００ｍの深海底への旅　写真集』東京大学出版会、1987年。ISBN 9784130660983。
- 小林和男『深海６０００メートルの謎にいどむ』ポプラ社、1986年。ISBN 9784591023037。